# Dori’o jezik
Dori’o jezik (kwarekwareo; ISO 639-3: dor), jedan od četiri austronezijska jezika uže jugoistočne solomonske skupine, kojim govori 2 410 ljudi (1999 SIL) na zapadnom dijelu otoka Malaita u Solomonskim otocima.
S jezicima ’are’are [alu], oroha [ora] i sa’a [apb] čini južnomalaitsku podskupinu malaitskih jezika

## Vanjske poveznice
- Ethnologue (14th)
- Ethnologue (15th)